# Dimitrie Ghica
Dimitrie Ghica, född 31 maj 1816, död 15 februari 1897, var en rumänsk politiker. Han var son till Grigore IV Ghica.
Dimitrie Ghica var flera gånger minister och Rumäniens ministerpresident 1868–1870.